# Gladys George
Gladys George (Patten (Maine), 13 september 1904 - Los Angeles, 8 december 1954) was de artiestennaam voor Gladys Clare Evans, een Amerikaans actrice.

## Biografie
George werd geboren als dochter van Sir Arthur Evans Clare (1865 - 1939), een man die de ridderslag kreeg voor zijn werk in India bij het Britse leger, en Lady Clare. Haar ouders waren Engelse acteurs die aan het toeren waren met hun toneelgezelschap in Maine toen ze werd geboren. Hoewel 1900 wordt genoemd als haar geboortejaar, beweren sommige bronnen dat ze werkelijk was geboren in 1904. Ze kreeg al als baby werk bij hun gezelschap en op driejarige leeftijd maakte ze deel uit van hun familie-act, 'The Three Clares'. Ze kreeg veel ervaring in de vaudeville en maakte in 1918 haar debuut op Broadway, met een rol in het toneelstuk The Betrothal.
Ze raakte in deze periode goed bevriend met Pauline Frederick, een befaamd theateractrice. Toen Frederick in 1915 de filmindustrie in ging, raakte George geïnspireerd ook een poging te doen om in de filmwereld carrière te maken. Al een jaar later volgde haar debuut, met de vrouwelijke hoofdrol in de stomme film Red Hot Dollars (1919). Ze bouwde een veelbelovende filmcarrière op, waar in 1921 abrupt een einde kwam toen ze betrokken raakte bij een ernstig ongeluk. Ze keerde terug naar het theater en trouwde in 1922 met acteur Ben Erway. Het huwelijk hield geen stand; ze scheidden in 1930. In 1934 ontmoette ze miljonair Edward Fowler, met wie ze al gauw trouwde.
Fowler zorgde ervoor dat ze weer haar doorbraak kreeg op Broadway. Ze speelde in 1934 in drie toneelstukken, Queer People, The Milky Way en Personal Appearance. Ze werd ontdekt door een talentenjager van Paramount Pictures en legde succesvol een screentest af, voordat ze een filmcontract tekende met Metro-Goldwyn-Mayer. In 1936 speelde ze de hoofdrol in Valiant Is the Word for Carrie en werd genomineerd voor een Academy Award voor Beste Actrice. Deze verloor ze echter van Luise Rainer voor haar rol in The Great Ziegfeld (1936). Het resulteerde erin dat ze een van de succesvolste nieuwkomers was en kreeg al snel veel aanbiedingen, waaronder de hoofdrol in Madame X (1937).
Hoewel de film een succes werd, kreeg George hierna voornamelijk bijrollen aangeboden. Ze speelde de bijrol in verscheidene memorabele films, waaronder Marie Antoinette (1938), The Roaring Twenties (1939) en The Maltese Falcon (1941). Aan het begin van de jaren 40 keerde ze kort terug naar Broadway en had voornamelijk rollen in B-films. Ze bleef acteren tot haar dood in 1954. Ze stierf op 50-jarige leeftijd aan een hersenbloeding.

## Filmografie
- Biblioteca Nacional de España: XX1175980
- Bibliothèque nationale de France: cb14048599r (data)
- Gemeinsame Normdatei: 129626104
- International Standard Name Identifier: 0000 0003 6848 784X
- Library of Congress Control Number: no90003388
- Nationale Bibliotheek van Tsjechië: xx0318632
- Nationale Bibliotheek van Israël: 987007342500705171
- SNAC: w6m46xww
- Virtual International Authority File: 3557677
- WorldCat: E39PBJjxtfDPk8rxqTYQtrt7pP